# Carl Leopold Röllig
Carl Leopold Röllig (* um 1754; † 4. März 1804 in Wien) war ein deutscher Glasharmonikaspieler, Instrumentenbauer, Bibliothekar, Schriftsteller, Musikjournalist und Komponist.

## Herkunft
Der britische Musikwissenschaftler Nigel Springthorpe, der sich intensiv mit der Musikerfamilie Röllig befasste, vermutet, dass Carl Leopold Röllig ein Sohn des Komponisten Johann Georg Röllig (1710–1790) war – oder von dessen Bruder Johann Christian Röllig (* 1716). Letzterer war 1764 bis 1769 und 1771/72 Kapellmeister bei der Ackermannschen Theater-Gesellschaft in Hamburg, für die er mehrere Singspiele komponierte. Seine Geburt ist aber in Hamburg nicht nachweisbar.

## Leben
Ab 1782 betätigte sich Carl Leopold Röllig nach eigener Aussage als Virtuose auf der von Benjamin Franklin erfundenen Glasharmonika. 1783 ließ er sich in Berlin nieder und sandte dort am 2. Juli 1785 einen bemerkenswerten Brief an Kurfürst Friedrich August III. von Sachsen, um diesen, der selbst eine Glasharmonika besaß, vor jenem „Instrument zu warnen“. Röllig schrieb dem Kurfürsten, dass

„deßen häufiger Gebrauch, durch die starke Erschütterungen und daß beständige Zerren der Schaalen an den zarten Nerven der Finger, endlich Krankheiten hervorbringt, die mich jetzt noch zittern machen, wenn ich ihrer mich erinnere.“

Deshalb erweiterte er die Glasharmonika in den folgenden Jahren durch eine Klaviatur zu einer „Tastenharmonika“, mit der er Tourneen durch mehrere europäische Länder unternahm. 1787 bemerkte der Berliner Philosoph Johann Erich Biester, dass „dies unbeschreiblich schöne Instrument“ Rölligs „an Süße und Zartheit des Tons alles, und selbst die menschliche Stimme, übertrift“. Weiter führte er aus:

„Wer diesen Künstler schon sonst auf seiner ehemaligen Harmonika hat spielen hören, wird die Vortreflichkeit seines Spiels, die Richtigkeit seines Gefühls in Bestimmung der für das Instrument gehörigen Setzart, aber auch zugleich den unbeschreiblich schönen und reinen Ton, den Er aus seinen Glasschalen ziehn kann, bewundert haben. […] Er ist dazu gereiset (wie Er denn die meisten Glashütten in Ungarn, Böhmen, und Deutschland besucht, und sich an einem Orte, wo er einen geschikten Arbeiter fand, Jahre lang aufgehalten hat).“

Für den 2. Januar 1788 ist ein Konzert nachweisbar, in dem Röllig mit seiner „Clavierharmonica“ im Saal des Berliner Hotels „Stadt Paris“ mit zwei Eigenkompositionen auftrat. Anlässlich eines Gastspiels in Dresden im Mai 1788 verschaffte sich der dortige Komponist Johann Gottlieb Naumann, der selbst mehrere Werke für Glasharmonika schrieb, einen Eindruck von Rölligs Harmonika und resümierte, sie hätte „alle meine Erwartungen weit übertroffen“.
Am 2. April 1791 gab Röllig im Wiener „Nationaltheater“ ein Konzert „auf einer von ihm ganz neu erfundenen Harmonika“. Danach nahm er seinen Wohnsitz in Wien und erhielt im April 1792 durch Gottfried van Swieten eine Anstellung als Bibliothekar an der Kaiserlichen Hofbibliothek. In den folgenden Jahren war er „vorzüglich bemüht, die in dem großen Bibliotheksaale aufbewahrten theoretischen und praktischen Werke der Tonkunst zu vereinigen und systematisch zu ordnen.“ So legte er den Grundstein für die heutige Musiksammlung der Österreichischen Nationalbibliothek.

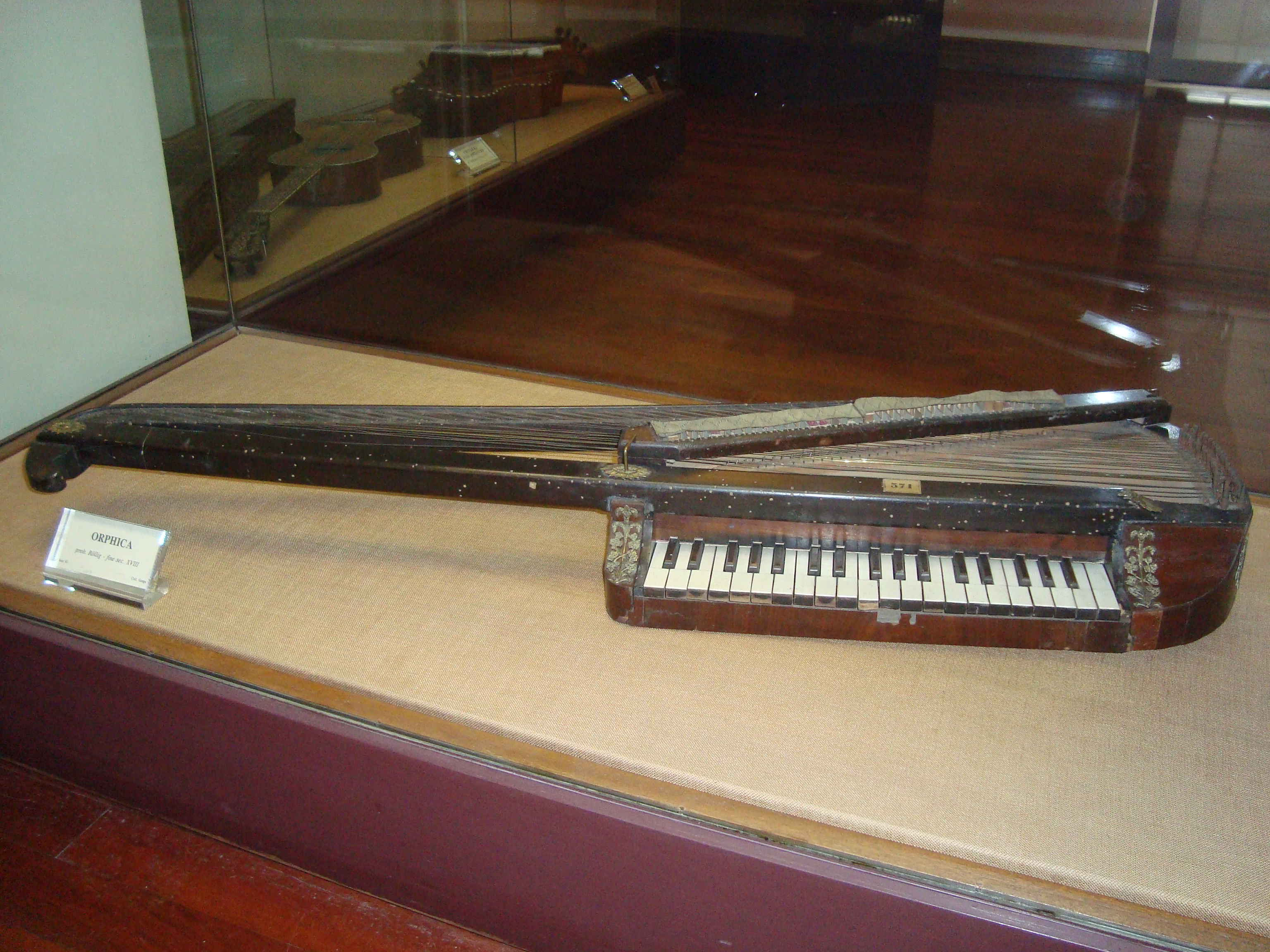
Orphica aus der Werkstatt von Carl Leopold Röllig; Rom, Museo Nazionale degli Strumenti Musicali di Roma

1795 erfand Röllig ein als Orphica bezeichnetes tragbares Klavier, das den Klangcharakter einer Laute nachahmte. Er charakterisierte das Instrument als „für die Ruhe und die sanften Gefühle geschaffen“ und verfasste selbst einige Stücke dafür. 1798 komponierte auch Ludwig van Beethoven zwei Stücke für Orphica (WoO 51), die früher irrtümlich als „Leichte Klaviersonate“ bezeichnet wurden.
1801 konstruierte Röllig die Xänorphika, eine Art Bogenklavier, die er von dem Wiener Klavierbauer Mathias Müller herstellen ließ.
Von 1798 bis zu seinem Tod war er zudem Wiener Korrespondent der Leipziger Allgemeinen musikalische Zeitung, für die er auch einige größere Essays verfasste.
Er wohnte zuletzt im sogenannten Bürgerspital-Zinshaus am Spitalplatz Nr. 1166 (heute Lobkowitzplatz), wo er im Alter von 50 Jahren an der „Auszehrung“ starb. „Leopold Röllig k. k. Hofbibliothekdiener“ war laut Sterbeeintrag in den Kirchenbüchern der Augustinerkirche „evangel.[ischer] Religion“ und wurde am 6. März begraben.

## Werke

### Schriften
- Über die Harmonika. Ein Fragment von J. (!) L. Röllig, Berlin 1787 (Google Books)
- Orphica. Ein musikalisches Instrument. Erfunden von C. L. Röllig, Wien: A. Blumauer 1795 (Google books)
- Die Orphica, ein neues musikalisches Instrument, erfunden von Hr. C. L. Röllig zu Wien, in: Journal des Luxus und der Moden, Jg. 11, Februar-Heft 1796, S. 87–98 (Digitalisat)
- Xänorphica, ein musikalisches Geigenbogen-Instrument mit einer Claviatur. Erfunden von Carl Leopold Röllig, in: Journal des Luxus und der Moden, Jg. 16, Februar-Heft 1801, S. 80–92 (Digitalisat)
- Ehrenrettung des berühmten Ritters Renaut Schatline de Cousy, Troubadours aus dem 12ten Jahrhundert gegen einige neuere wider ihn erhobene Vorwürfe und Beschuldigungen, in: Allgemeine Musikalische Zeitung, Jg. 4, Nr. 39 vom 23. Juni 1802, Sp. 625–632 (Digitalisat)
- Ueber die Stellung einiger Tasten-Instrumente in Wohnzimmern, in: Allgemeine Musikalische Zeitung, Jg. 5, Nr. 49 vom 31. August 1803, Sp. 802f. (Digitalisat)

### Kompositionen
- Kleine Tonstücke für die Harmonika oder das Pianoforte, nebst einigen Liedern für das letztere, gewidmet Freiherrn von Massow, Leipzig: Breitkopf & Härtel 1789
- Kleine und leichte Tonstücke für die Orphica. Nebst drey Solfeggy für eine Hand allein, Wien 1797 (Digitalisat)
- Sechs deutsche Tänze für das Forte-Piano, Wien: Löschenkohl 1804[13]
- Konzert für Glasharmonika und Orchester Es-Dur; ungedruckt, Autograph in der Österreichischen Nationalbibliothek, Mus.Hs.18562
- Quintett für Glasharmonika und Streichquartett c-Moll (YouTube-Video)
- Siciliano für Glasharmonika (YouTube-Video)